# فكتور بوب
فكتور بوب (بالألمانية: Viktor Bopp)‏ (بالأوكرانية: Віктор Бопп)‏ هو لاعب كرة قدم ألماني وأوكراني في مركز الوسط، ولد في 31 أكتوبر 1989 في كييف في أوكرانيا. لعب مع بايرن ميونخ 2 ونادي رويال شارلروا.

## وصلات خارجية
- فكتور بوب على موقع قاعدة بيانات كرة القدم.إي يو (الإنجليزية)
- فكتور بوب على موقع بيانات كرة القدم. دي إي (الألمانية)
- فكتور بوب على موقع Soccerway.com (الإنجليزية)
- فكتور بوب على موقع عالم كرة القدم.نت (الإنجليزية)